# Kallsjön
Kallsjön er en sø i Åre kommun i Jämtlands län i det nordlige Sverige, umiddelbart nord for Åreskutan. Kallsjön, der siden begyndelsen af 1940'erne reguleres i forbindelse med produktion af vandkraft, har et areal på 156 kvadratkilometer, er 134 meter dybt og er Sveriges ottendemest volumiøse sø med 6,1 milliarder kubikmeter vand.

## Etymologi
Navnet udspringer sandsynligvis af den lokale dialekts ord for mand. Søens oprindelige navn (Kalln) betyder dermed manden eller gutten, og har således intet med kulde (svensk: kallt) at gøre. Manden det sandsynligvis drejer sig om er en slægtning til den mytologiske gud Frø, der har givet navn til øen  Frösön i Storsjön. Kall er i dag navnet på landsbyen på søens østlige side. På søens vestlige side ligger Huså, som frem til begyndelsen af det 20. århundrede var mineby. Ved søens sydlige ende ligger landsbyen Bonäshamn. Søen har sit udløb i den sydlige ende og det flyder via Järpströmmen til kommunens hovedby Järpen, hvor det ender i søen Liten, der også er en del af Indalsälven.
63°27′N 13°19′Ø / 63.450°N 13.317°Ø